# Lucien Beyer

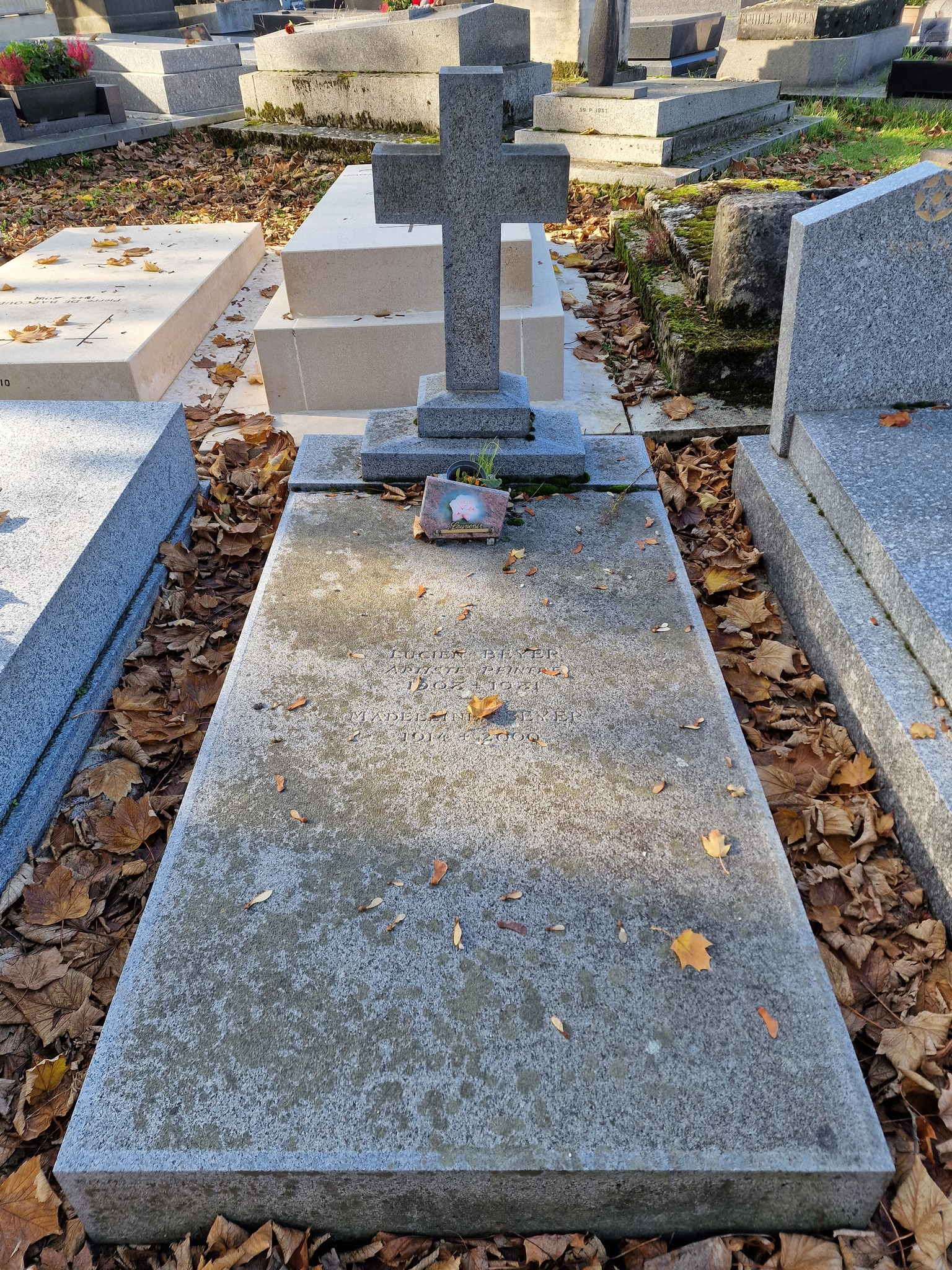
Vue de la sépulture au cimetière du Montparnasse.

Lucien Beyer (Lutry, 21 février 1908 - Saint-Sébastien-de-Morsent, 20 novembre 1981) est un peintre français ayant appartenu au groupe Témoignage.

## Biographie
Lucien Beyer, fils du céramiste Paul Beyer, est d'abord dessinateur pour la soierie puis se tourne vers la peinture. À Lyon il rencontre Marcel Michaud au début des années 1930. En 1936 le sculpteur Étienne-Martin réalise son buste.
Lucien Beyer expose avec le groupe Témoignage au Salon d'automne de Lyon en 1937. En 1938 il est à l'origine de l'exposition du groupe à Paris dans la galerie Matières de René Breteau  qui en raconte en 1957 les circonstances. « J'avais alors une boutique rue des Canettes, au 9. J'y présentais des ouvrages d'artisans, quelques œuvres de camarades de l'École et mes travaux. C'était triste. Beyer, le fils du potier, venait chaque jour me donner de son temps (…). Lui, il connaissait des jeunes. Il voulait me les faire rencontrer ; il savait que je les aimerais. (...) Un soir nous sommes partis de la rue des Canettes pour la rue du Pot-de-fer » où Étienne-Martin avait son atelier. « Au fond d'une vieille cour très émouvante, dans une vieille maison très délabrée, nous avons poussé une porte ouverte sur un entassement de pierres, de bois et de toiles. En tâtonnant, nous sommes arrivés dans une grande pièce ; il y avait une grande table inondée de lumière et cinq garçons qui attendaient, sereins, dans un nuage de fumée», poursuit René Breteau : « Cette nuit-là peut-être j'ai recommencé d'espérer et de croire. Au petit matin, j'ai dit que nous allions montrer tout ce qu'ils avaient fait. Je suis revenu rue des Canettes pour m'en occuper. J'ai fait le vide dans ma boutique et  je leur ai donné mes cimaises pour d'inoubliables succès ».
Lucien Beyer participe ainsi à la première exposition de Témoignage à Paris (peintures de Bertholle, Lucien Beyer, Charlotte Henschel, Jeanneret, Le Moal, Manessier, Thomas, Varbanesco, Vielfaur, Wacker et Zelman, sculptures de Klinger, Étienne Martin, François Stahly, objets d'artisanat de Paul Beyer, Anne Dangar, Marcel Duchamp, Claude Stahly-Favre, Lucie Deveyle, Étienne Noël, Véra Pagava, Talboutier, Verhuven, musique de César Geoffray, poèmes de Michaud et Jean Duraz). 

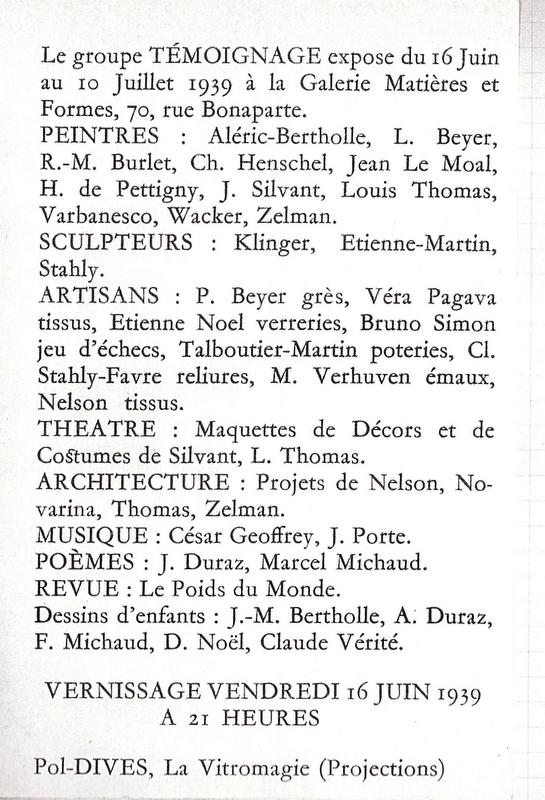
Deuxième exposition en 1939 du groupe Témoignage à Paris.

Il est également présent dans les manifestations ultérieures du groupe, au Salon d'automne de Lyon en 1938 puis en juin et juillet 1939 dans la nouvelle galerie Matières et formes, rue Bonaparte, de René Breteau (peintures de Bertholle, Lucien Beyer, René-Maria Burlet, Charlotte Henschel, Le Moal, H. de Pétigny, Silvant, Thomas, Varbanesco, Wacker, Zelman; sculptures de Klinger, Étienne Martin, Stahly; objets d'artisanat de Paul Beyer, Vera Pagava, Étienne Noël, Bruno Simon, Talboutier-Martin, Claude Stalhy-Favre, Verhuven, Nelson; maquettes de décors et de costumes de Silvant et Thomas; projets d'architecture de Nelson, Novarina, Thomas, Zelman; musique de César Geoffray et Jacques Porte; poèmes de Jean Duraz et Marcel Michaud; revue « Le Poids du Monde »; dessins d'enfants de Jean-Marie Bertholle, Albert Duraz, Françoise Michaud, D. Noël et Claude Vérité; projections de Pol Dives). 
Lucien Beyer participe aux expositions organisées dans la galerie Folklore qu'ouvre Michaud à Lyon en mars 1940 puis en novembre, sous le signe de Témoignage, aux côtés notamment de Bertholle, Le Moal, Étienne-Martin, Varbanesco.
Cinq peintures de Lucien Beyer, datées de 1937 à 1940, sont présentées en 1989 lors de l'exposition Marcel Michaud : Lyon 1933-1958 ; Stylclair, Groupe Témoignage, Galerie Folklore à l'Espace Lyonnais d'Art Contemporain. Le Cirque (vers 1937), de la donation Françoise Dupuy-Michaud, représente Beyer à l'exposition Le Poids du monde. Marcel Michaud (1898-1958) organisée par le musée des beaux-arts de Lyon en 2011.

## L'œuvre
La peinture de Lucien Beyer, d'abord proche de l'esprit surréaliste, « est influencée par l'ésotérisme après sa rencontre avec Léon Reymond ». Autour de 1938, « dans ses peintures sur bois qui évoquent le travail de l'icône, les personnages sans visage sont souvent ceux du cirque et du théâtre par leurs costumes et leurs accessoires ». 
Son travail s'oriente par la suite dans la voie de la non-figuration.

### Ouvrage
- Alain Vollerin, Le groupe Témoignage de Lyon : 1936-1940, Lyon, Édition Mémoire des Arts, décembre 2001, 116 pages.

### Catalogues
Exposition personnelle
- Lucien Beyer, trente ans de peinture, préface de François Fabian, Paris, galerie la Palette bleue, 1965.

Expositions collectives
- Groupe Témoignage 1936-1943 [cat.expo], Lyon, Musée des Beaux-arts, 1976, 86 pages.
- Marcel Michaud : Lyon 1933-1958 ; Stylclair, Groupe Témoignage, Galerie Folklore, [cat.expo], Lyon, ELAC, 29 avril-4 juin 1989, 74 pages [deux peintures reproduites p. 20].
- Le Poids du monde. Marcel Michaud (1898-1958), sous la direction de Laurence Berthon, Sylvie Ramond et de Jean-Christophe Stuccilli, Lyon, musée des Beaux-Arts, 22 octobre 2011 - 23 janvier 2012, Lyon, Fages éditions, 2011, 320 p. [Le Cirque, vers 1937, reproduit p. 123].  (ISBN 9782849752517)

### Article
- Lucien Beyer dans Chefs-d'œuvre de l'art, no 67.